# Saganaki

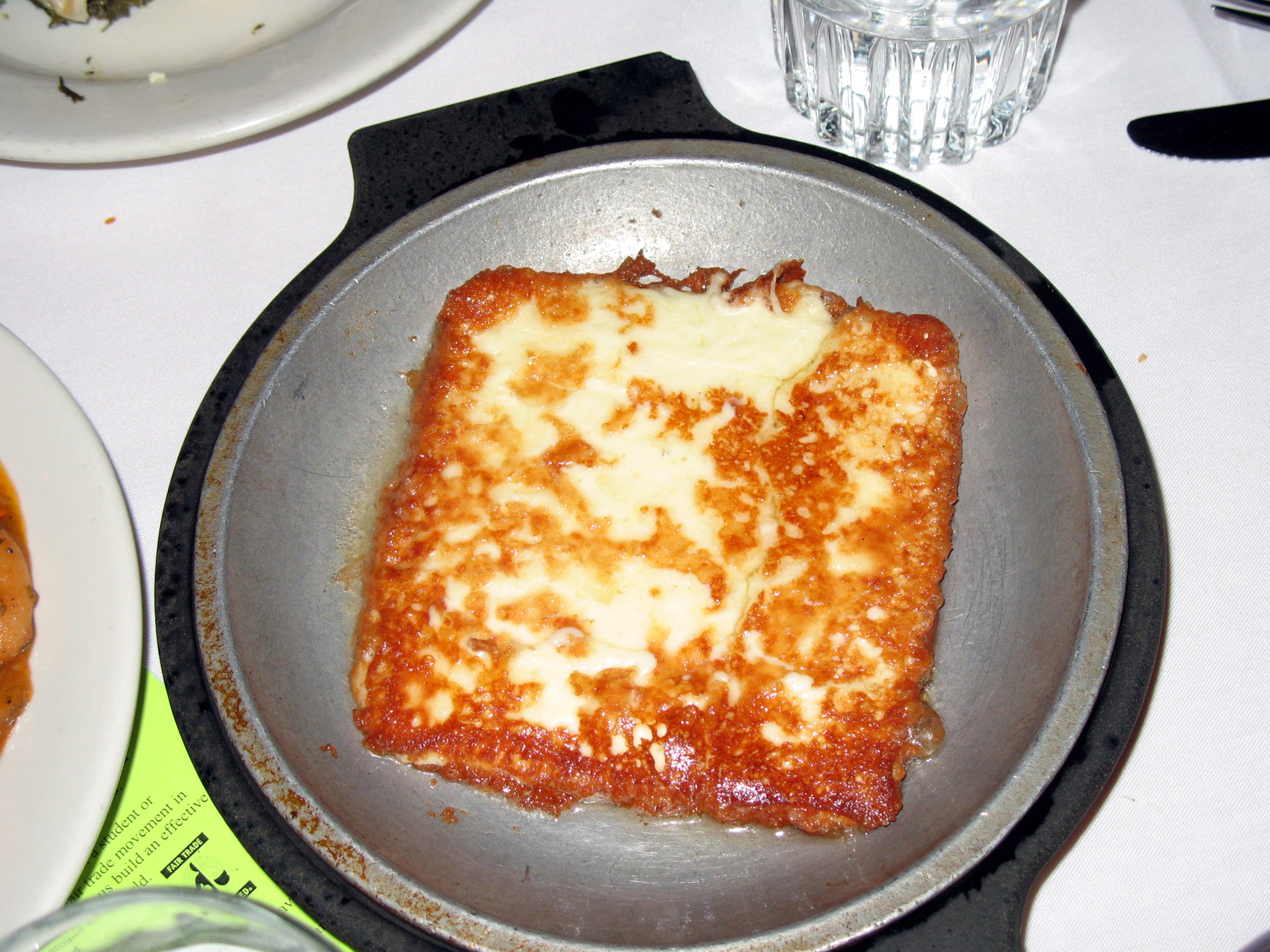
Saganaki

Saganaki (Grieks: σαγανάκι) is een kaasgerecht dat genoemd is naar het pannetje waarin de kaas gebakken wordt.
Als kaas wordt in dit gerecht meestal kefalograviera, kasseri of kefalotyri gebruikt. De kaas wordt gebakken tot hij gesmolten is en er zich een korstje gevormd heeft. Het gerecht wordt in de regel met citroensap geserveerd. Vaak wordt er peper overheen gestrooid.
Het woord saganaki is de verkleinvorm van sagani, een Grieks woord dat een bakpan met twee handvatten aanduidt. Etymologisch is de herkomst Turks waar het woord sahan een koperen bord aanduidt. De Turken hebben het weer overgenomen van het Arabische woord sahn (صحن).